# Sweet Springs
Sweet Springs é uma cidade localizada no estado americano de Missouri, no Condado de Saline.

## Demografia
Segundo o censo americano de 2000, a sua população era de 1628 habitantes.
Em 2006, foi estimada uma população de 1540, um decréscimo de 88 (-5.4%).

## Geografia
De acordo com o United States Census Bureau tem uma área de
4,2 km², dos quais 4,2 km² cobertos por terra e 0,0 km² cobertos por água. Sweet Springs localiza-se a aproximadamente 231 m acima do nível do mar.

## Localidades na vizinhança
O diagrama seguinte representa as localidades num raio de 20 km ao redor de Sweet Springs.